# Douglas megye (Washington)
Douglas megye az Amerikai Egyesült Államokban, azon belül Washington államban található. Megyeszékhelye Waterville, legnagyobb városa East Wenatchee. Lakosainak száma 42 938 fő (2020. április 1.).

## Szomszédos megyék
- Okanogan megye
- Grant megye
- Kittitas megye
- Chelan megye

## Népesség
A megye népességének változása:
| Lakosok száma | 3161 | 38 538 | 38 780 | 39 309 | 39 471 | 40 534 | 42 938 |
|               | 1890 | 2010   | 2011   | 2012   | 2013   | 2015   | 2020   |